# Кръстьо Трайков
Кръстьо (Кръсто, Кръсте) Трайков (Трайчев) Радев, известен като Ресенски, е български революционер, деец на Вътрешната македоно-одринска революционна организация.

## Биография
Кръстьо Трайков е роден в 1865 или 1867 година в ресенското село Горно Круше, тогава в Османската империя. В 1895 година се включва в дейността на ВМОРО, заедно с брат си Иван Трайков, който е убит през 1905 година.
През Илинденско-Преображенското въстание действа като войвода в Преспа и води много сражения с турска войска при Горно Круше, Лева река, Кривени, Болно, а при Вълкодери (заедно с Евстатий Шкорнов) е тежко ранен, но успява да избяга.
През 1904 година е в четата на Спиро Олчев. От 1905 година е околийски войвода в Ресенско. През 1906 година Алберт Сониксен се среща с Кръстьо Трайков, по времето когато войводата като сарафист има пререкания с Окръжния революционен комитет в Битоля.
След Младотурската революция в 1908 година се среща с Ахмед Ниязи бей в Битоля.
При избухването на Балканската война в 1912 година е войвода на партизанска чета № 56 на Македоно-одринското опълчение, с която освобождава Ресен. По-късно през Междусъюзническата война е в Сборната партизанска рота.
| Чета № 56 на МОО с командир Кръстьо Трайков | Чета № 56 на МОО с командир Кръстьо Трайков | Чета № 56 на МОО с командир Кръстьо Трайков | Чета № 56 на МОО с командир Кръстьо Трайков | Чета № 56 на МОО с командир Кръстьо Трайков | Чета № 56 на МОО с командир Кръстьо Трайков |
| Номер                                       | Име                                         | Години                                      | Околия                                      | Селище                                      | Бележки                                     |
| ------------------------------------------- | ------------------------------------------- | ------------------------------------------- | ------------------------------------------- | ------------------------------------------- | ------------------------------------------- |
|                                             | Александър                                  |                                             | Ресенско                                    | Подмочани                                   |                                             |
|                                             | Александър Думов                            |                                             | Ресенско                                    | Янковец                                     |                                             |
|                                             | Анастас Ляпчев                              | 26                                          | Ресенско                                    | Ресен                                       |                                             |
|                                             | Иван Георгиев                               |                                             | Ресенско                                    | Ресен                                       |                                             |
|                                             | Кръсто Спиров                               |                                             | Битолско                                    | Лева река                                   |                                             |
|                                             | Мицко Георгиев                              |                                             | Ресенско                                    | Круше                                       |                                             |
|                                             | Наум Павлевски                              |                                             | Ресенско                                    | Круше                                       |                                             |
|                                             | Павле                                       |                                             | Ресенско                                    | Круше                                       |                                             |
|                                             | Панде Димитров                              |                                             | Ресенско                                    | Избища                                      |                                             |
|                                             | Спиро Якимов                                |                                             | Ресенско                                    | Дупени                                      |                                             |
|                                             | Стерио                                      |                                             | Ресенско                                    | Царев двор                                  |                                             |
|                                             | Трайко Митрев                               |                                             | Ресенско                                    | Царев двор                                  |                                             |
|                                             | Христо Колев                                |                                             | Ресенско                                    | Круше                                       |                                             |

След окупацията на Вардарска и Егейска Македония от Сърбия и Гърция Трайков се включва с четата си в съпротивата и става ресенски войвода на ВМОРО.
След освобождението на Вардарска Македония при намесата на България в Първата световна война в края на 1915 година става полицай, а след това действа като задграничен български разузнавач. През 1917 година подписва Мемоара на българи от Македония от 27 декември 1917 година.
През 1919 година е арестуван от сръбската власт и лежи 3 години в затвор. След освобождението си в 1921 година се установява в България. През 1923 година заминава в САЩ, където участва в организирането на новосъздадената Македонска патриотична организация. След завръщането си в България в началото на 30-те години е сред видните дейци на михайловисткото крило на ВМРО. След Деветнадсетомайския преврат от 1934 година той, както и други дейци на разтурената ВМРО са арестувани от новата власт.

При освобождението на Вардарска Македония от България през 1941 година Кръстьо Трайков се включва в организирането на Българските акционни комитети и е председател на ресенския комитет. Избран е в местното настоятелство на Илинденска организация, а също и за кмет на града. Умира след тежко боледуване на 7 януари 1942 година в Ресен, тогава в Царство България. Погребан е с почести в ресенския храм „Св. св. Кирил и Методий“, като архиерейският наместник Александър Попевтимов и кметът Кирил Ников произнасят слова. В списание „Илюстрация Илинден“ пише за него: 
| „ | Един от стълбовете на българския дух в тоя прабългарски край, в края на своя живот Кръсте Трайков достигна най-висше щастие - пръв той посрещна освободителите на родния му край и, подобно на преподобний Йосиф целуна той ожидано очакваното българското знаме, целуна го и треперейки от вълнение, от щастие и радост изрече: „Нине, отпущаещи раба Твоего Владико!“ | “ |

На 22 февруари 1943 година вдовицата му Полексена на 62 години, родом от Ресен и жителка на Ресен, подава молба за българска народна пенсия, в която пише, че съпругът ѝ е „останал доследен деец на каузата за освобождението на Македония и присъединяването към майката отечество България“. Молбата е одобрена и пенсията е отпусната от Министерския съвет на Царство България.
Синът му Борис Трайков е убит в края на 1944 година от комунистите на остров Голем град в Преспанското езеро, като сътрудник на българските власти.

## Галерия
- Четата на Кръстьо Трайков.
- Кръстьо Трайков (в средата) с четници.
- Кръстьо Трайков на стари години.
- Милан Матов и Кръстьо Трайков
- Гюрчин Петров, неизвестен, Кръсте Трайков, Никола Досев и друг.